# Cayo Licinio Estolón
Cayo o Gayo Licinio Estolón  fue un político romano del siglo IV a. C. perteneciente a la gens Licinia. Fue uno de los líderes plebeyos que consiguieron el acceso al consulado.

## Familia
Estolón fue miembro de la gens Licinia, aunque su relación (si la hubo) con los Licinios Calvos es desconocida. Estuvo casado con Fabia la Menor, hija del consular Marco Fabio Ambusto.

## Carrera pública
Fue elegido tribuno de la plebe sucesivamente de 377 a 367 a. C. con Lucio Sextio Sextino Laterano. Propusieron una serie de leyes sobre asuntos agrarios, deudas y el acceso de los plebeyos al consulado. En vista de que los patricios boicoteaban su desarrollo, Estolón y su colega bloquearon las elecciones de las magistraturas (excepto el tribunado de la plebe) e impidieron el reclutamiento del ejército. Finalmente, el periodo de crisis terminó con la promulgación de las leyes licinio-sextias que garantizaban el acceso de los plebeyos al consulado.
El mismo Estolón obtuvo el consulado en el año 361 a. C.